# Torpédoborec typu 051C
Typ 051C (v kódu NATO: třída Luzhou) je třída raketových torpédoborců Námořnictva Čínské lidové osvobozenecké armády tvořená torpédoborci Šen-jang (115) a Š'-ťia-čuang (116). Hlavním úkolem této třídy je protivzdušná obrana flotily, k čemuž lodě využívají výkonného sovětského protiletadlového systému S-300. Oba torpédoborce jsou stále v aktivní službě.

## Stavba
Torpédoborec Šen-jang byl nejprve stavěn jako druhá jednotka typu 051B, v průběhu stavby ale došlo k zásadním úpravám konstrukce a loď tak vytvořila zcela novou třídu. Trup lodi byl na vodu spuštěn v prosinci 2004 a dokončen v roce 2005. Do aktivní služby jednotka vstoupila v říjnu 2006. Druhá jednotka Š'-ťia-čuang byla na vodu spuštěna v roce 2005 ad o aktivní služby vstoupila v březnu 2007.
Jednotky typu 051C:
| Jméno              | Spuštění          | Vstup do služby    | Status   |
| ------------------ | ----------------- | ------------------ | -------- |
| Šen-jang (115)     | 28. prosince 2004 | 28. listopadu 2006 | Aktivní. |
| Š'-ťia-čuang (116) | 26. července 2005 | 17. ledna 2007     | Aktivní. |

## Konstrukce

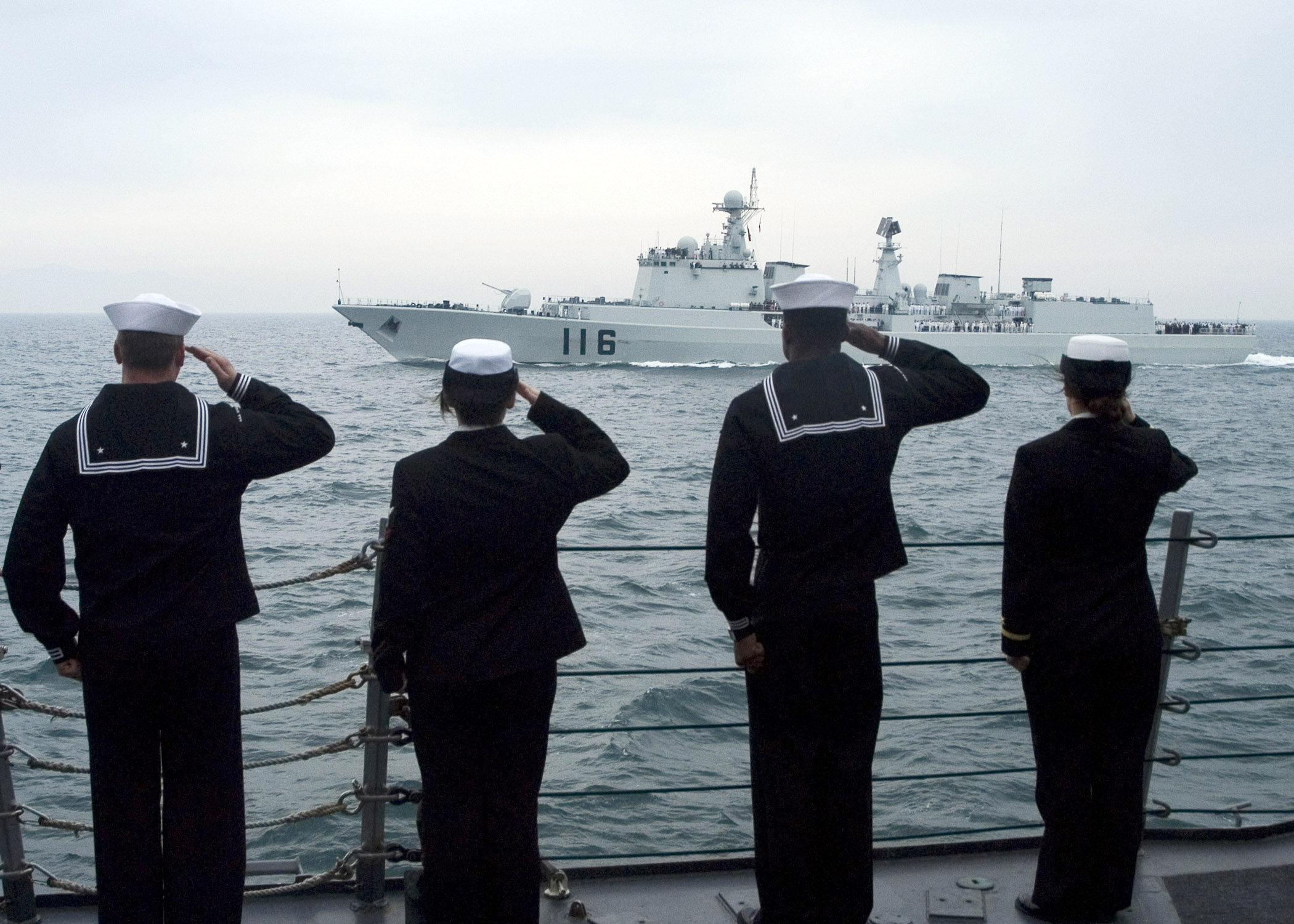
Š'-ťia-čuang (116)

Torpédoborce typu 051C využívají stejného trupu jako předchozí typ 051B. V dělové věži na přídi se nachází jeden 100mm kanón H/PJ-87. Hlavní výzbroj torpédoborců tvoří 48 ruských protiletadlových řízených střel systému S-300FM (Rif-M, v kódu NATO SA-N-20) umístěných v šesti revolverových vertikálních vypouštěcích silech. Dvě sila jsou na přídi za dělovou věží a dvě v nástavbě na zádi. Tento systém má dosah až 150 kilometrů. Protilodní výzbroj tvoří dva čtyřnásobné kontejnery protilodních střel C-802 umístěné za předním komínem. Pro blízkou obranu lodím slouží dva systémy typu 730 nesoucí 30mm rotační kanón. Jsou umístěny na bocích lodi v jejím středu. Protiponorkovou výzbroj tvoří dva trojhlavňové 324mm protiponorkové torpédomety. Oba torpédoborce mají na zádi přistávací plochu pro jeden vrtulník, nenesou však hangár – na jeho místě jsou čtyři sila systému S-300.